# U.3

## 概要
U.3とは、SSDをサーバーに接続するためのインターフェイス規格である。SNIAによりSFF-TA-1001として規格が定義されている。
主にサーバーに組み込まれるエンタープライズ向けSSDに適用される規格であり、PCI Express (PCIe)・SAS・SATA通信をサポートしている。
PCIeの信号ラインと、SAS/SATAの信号ラインとが物理的に同じ信号線を利用している点が特徴である。
接続のためのコネクタ規格はSFF-8639であり、似た規格であるU.2と同じコネクタを使用できる。
U.3は規格上U.2との完全な互換性はないものの、ベンダの実装依存により互換性がある場合がある。

## U.2との相違点
- U.2ではSAS/SATA信号線とPCIe信号線が物理的に独立していたが、U.3では物理的に同一の信号線を用いて通信する。[1]
  - SAS/SATA接続はU.2とU.3とで同一ピン番号の信号線が使用されるため互換性がある。
  - PCIe接続はU.2とU.3とで異なるピン番号の信号線が割り当てられているため、完全な互換性はない。しかし、ベンダの実装依存によりU.2接続もサポートしている場合がある。
- 回路保護のために信号線上に必要なデカップリングコンデンサの数や容量値が、U.2とU.3とで異なる。[1]
  - 一般的にU.2と比べU.3は追加の保護回路が必要になるため、信号ラインの波形品質が劣り高速動作に不向きである。

## コネクタ
U.3の使用するコネクタはU.2と同一である。そのため、U.2をサポートするサーバーに搭載することが可能である。
ただし、PCIe接続での動作に互換性があるかは実装依存となる。

## U.2と比較したU.3の利点
U.3対応サーバーはU.2対応サーバーと比べて少ない構成要素でシステムを作り上げることが可能である。
U.3対応のSSDはPCIeとSAS/SATA信号線が同一ラインを共有しているため、サーバー側の単一のコントローラーによってPCIe・SAS/SATAの制御が可能となる。